# Kuroishi
Kuroishi (jap. 黒石市 Kuroishi-shi) – miasto w północnej Japonii, na wyspie Honsiu. Znajduje się w prefekturze Aomori. Miasto ma powierzchnię 217,05 km². W 2020 r. mieszkało w nim 31 946 osób, w 11 618 gospodarstwach domowych  (w 2010 r. 36 132 osoby, w 11 772 gospodarstwach domowych) .

## Geografia
Miasto położone jest w środkowej części prefektury, granicząc od północy z Aomori, jej stolicą.
Przez Kuroishi przebiega linia kolejowa Kōnan-sen, autostrada Tōhoku oraz drogi 102 i 314.

Kuroishi w prefekturze Aomori

## Demografia
Według danych z marca 2014 roku miasto zamieszkiwało 35 693 osób, w tym 16 684 mężczyzn i 19 009 kobiet, tworzących 13 518 gospodarstw domowych.
| 1995   | 2000   | 2005   | 2010   | 2015   | 2020   |
| ------ | ------ | ------ | ------ | ------ | ------ |
| 39 004 | 39 059 | 38 455 | 36 132 | 34 284 | 31 946 |